# Anemia familiaris
Anemia familiaris är en ormbunkeart som beskrevs av John T. Mickel. Anemia familiaris ingår i släktet Anemia och familjen Anemiaceae. Inga underarter finns listade.